# Lisa Kambala Kanjinga
Lisa Kambala « C'est la Vie » Kanjinga est une boxeuse congolaise (RDC) née le 5 mai 2000.

## Biographie
Kambala Kanjinga est médaillée de bronze dans la catégorie des plus de 81 kg aux Championnats d'Afrique de boxe amateur 2022 à Maputo.